# Luis Trenker
Alois Franz "Luis" Trenker, född 4 oktober 1892 i Sankt Ulrich in Gröden i Sydtyrolen i Österrike-Ungern (nuvarande Italien), död 12 april 1990 i Bolzano i Sydtyrolen, var en italiensk arkitekt, bergsklättrare, skådespelare, regissör och författare.
Han deltog vid olympiska vinterspelen 1924 i Chamonix i det italienska laget i fyrmansbob, som slutade på sjätte plats.